# Concino Concini
Concino Concini (ur. 1575 we Florencji, zm. 24 kwietnia 1617 w Paryżu) – włoski arystokrata i polityk, faworyt królowej Francji Marii Medycejskiej, który odegrał znaczącą rolę polityczną w okresie małoletniości króla Ludwika XIII. Zginął zamordowany z rozkazu młodego króla, który przy pomocy własnych faworytów chciał usunąć kamarylę dworską matki i przejąć ster rządów w państwie.
W pierwszym okresie regencji Marii Medycejskiej, zaraz po śmierci Henryka IV nie miał większego wpływu na rządy. Jednak dzięki wpływom jego żony – dwórki Marii, Leonory Dori po 1612 uzyskał decydujący głos na dworze królowej wdowy. Jako faworyt królowej-matki zdobył jej niemal nieograniczone zaufanie i uznanie, co już w 1613 roku przyniosło mu zaszczytny tytuł marszałka d'Ancre. Rządy Marii i jej faworyta były jednak skrajnie niepopularne wśród francuskiej arystokracji uważającej włoską królową i jej krajana za nisko urodzonych „przybłędów”. Concini był tym bardziej niepopularny, że w polityce wewnętrznej dążył do wzmocnienia autorytetu monarchii i zwalczał nienawidzących go książąt i arystokrację. Jego politykę w tym względzie będą zresztą kontynuować przyszli faworyci Ludwika XIII: diuk Karol de Luynes i kardynał Richelieu. Przez ogół społeczeństwa Concini nie był lubiany, Stany Generalne w 1614 zażądały jego usunięcia z kraju. Popularności nie przysporzyło mu żądanie dla siebie tytułu konetabla Francji (1615). Królowa Maria nie odważyła się jednak nadać mu najwyższego tytułu wojskowego królestwa w obawie przed opinią publiczną. 
U schyłku jego rządów do ekipy rządzącej wszedł ówczesny biskup Luçon, późniejszy kardynał Richelieu, jako minister wojny i spraw zagranicznych (25 kwietnia 1616). Kres rządów Conciniego przyszedł po zawiązaniu przez Ludwika XIII własnej koterii. Młody król miał dość rządów matki i jej faworytów, którzy traktowali Ludwika niepoważnie i lekceważąco. Gdy faworytem króla został Karol de Luynes, przeciwko Conciniemu został zawiązany spisek. Przewodził mu przyjaciel de Luynesa, urzędnik ministerstwa finansów Guichard Déageant. Concini ani jego otoczenie nie zdołali wykryć spisku, natomiast arystokracji był on na rękę. Włoch został zastrzelony przez spiskowców króla w drodze do Luwru, 24 kwietnia 1617. Maria de Medici została zesłana do zamku w Blois wraz z Richelieu, a na czele ekipy rządzącej stanął Karol de Luynes.